# Callejón sin salida (película de 1938)
 Callejón sin salida  es una película argentina en blanco y negro dirigida por Elías Alippi según su propio guion escrito en colaboración con Carlos Schaeffer Gallo que se estrenó el 30 de marzo de 1938 y que tuvo como protagonistas a Elías Alippi, Cayetano Biondo, Rosa Catá, Sebastián Chiola y Ada Cornaro así como la coreografía de Mercedes H. Quintana.

## Sinopsis
Narra la decadencia de un hombre adinerado, ocioso y jugador se encuentra frente a la pérdida de todo su patrimonio.

## Reparto
- Elías Alippi
- Cayetano Biondo
- Rosa Catá
- Sebastián Chiola
- Ada Cornaro
- Maruja Gil Quesada
- Esther Paonesa
- Eduardo Sandrini
- Elisardo Santalla
- Enrique Roldán
- Carmen Giménez

## Comentarios
En El Mundo afirmó Calki de la película: "Una cosa nueva en nuestro cine con valores de gran consistencia", en la crónica de La Nación se expuso: "Ambicioso intento de drama psicológico" y al cumplirse 40 años del estreno Jorge Miguel Couselo escribió en Clarín: "Alippi anticipó un cine distinto...La película contuvo el desborde en la justeza de los diálogos y se asentó en una muy bien administrada morosidad descriptiva". 
Manrupe y Portela opinaron del filme:

"Alippi como director, guionista y actor en una película ambiciosa, lamentablemente perdida, acerca de la decadencia moral de un cuarentón. Variedad de escenarios, gran cantidad de extras, cuadros de ballet, una visión inédita para el cine de ese tiempo, con gran esfuerzo de producción y la sorpresa de la crítica ante un debut que tuvo continuidad en la inferior Retazos. Fue la primera película producida por la Corporación Cinematográfica Argentina".